# Duimen draaien

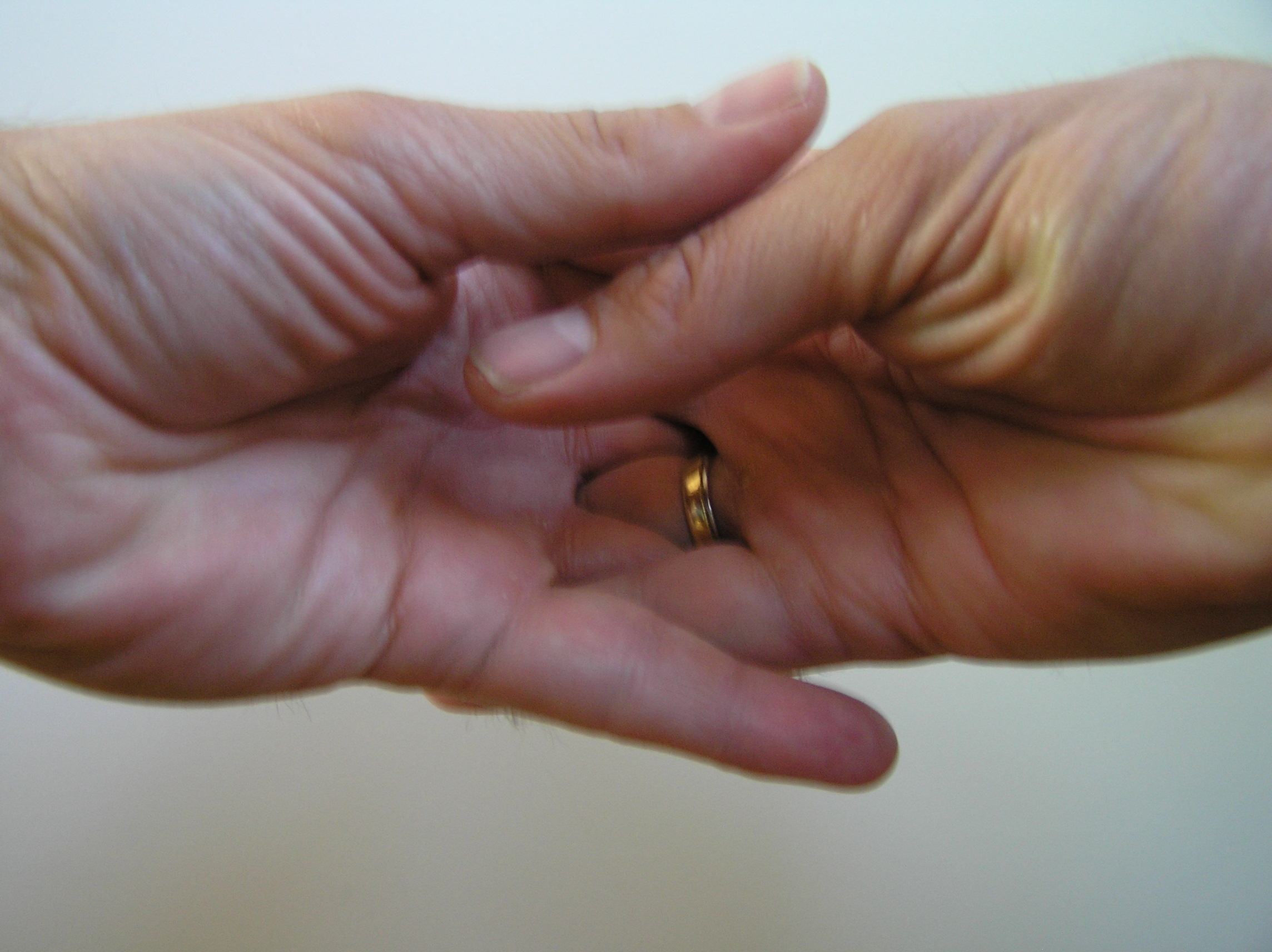
Met de duimen draaien

Met het werkwoord duimen wordt doorgaans de handeling bedoeld waarbij de vier vingers van de handen in elkaar zijn gevouwen (of als variant met de vingertoppen tegenelkaar) en de duimen in een roterende beweging rondom elkaar worden gedraaid. Dit wordt ook "met de duimen draaien" genoemd.  
Een doel is er niet expliciet. Men kan het doen voor tijdverdrijf als men niets anders te doen heeft. Het wordt ook als vingeroefening gedaan.
In een variant worden afwisselend de linker wijsvingertop tegen de rechter duimtop en de rechter wijsvingertop tegen de linker duimtop gedrukt. Zo ontstaat een ononderbroken roterende beweging, die kan worden volgehouden zolang de betrokkene dat wenst.

## Uitdrukking
Een aantal uitdrukkingen geeft de goede wil jegens anderen, of de hoop op eigen succes weer. Deze uitdrukkingen kunnen nog een verdergaande symboliek vormen: het blijft dan bij woorden, terwijl het eigenlijke handgebaar overbodig wordt geacht. De uitgesproken intentie is al voldoende.
- We zullen maar duimen dat ... wordt gebruikt om de hoop op een goede afloop te verwoorden.
- Ik zal voor je duimen wordt tegen iemand gezegd die voor een examen, een wedstrijd of sollicitatiegesprek staat, of wie een dreiging boven het hoofd hangt, waarvan men hoopt dat zij kan worden afgewend.

## Magie
Het duimen is een bezwerende handeling, bedoeld om het lot gunstig te stemmen, en een gewenste afloop te bevorderen. Aangezien er geen oorzaak en gevolg kan worden vastgesteld (het duimen kan niet worden gezien als de werkelijke oorzaak van een gunstige afloop), betreft het een in wezen magische handeling; er wordt een symbolisch verband gelegd. In afgezwakte vorm is het duimen overigens nog slechts een teken van hoop of goede wil; een werkelijke oplossing wordt er in de hedendaagse cultuur niet meer van verwacht.
Wel kunnen parallellen met religieuze handelingen worden gepostuleerd. De ineengesloten handen doen immers denken aan de positie van de handen wanneer iemand bijvoorbeeld een gebed zou doen. Het gebaar is ook een variant op: een kaarsje voor iemand branden, in dit zin van dat men aan die ander denkt en hem/haar hiermee mentaal ondersteunt.